# Maya Leibovich
Maya Leibovich es la primera mujer rabino nativa de Israel; fue nombrada en 1993 en el Colegio de la Unión Hebrea - Instituto Judío de Religión, en el campus ubicado en la ciudad de Jerusalén. Sus padres fueron sobrevivientes del Holocausto nazi.
Se convirtió en la rabina del consejo local israelí de Mevaseret Sion, y en 1996 requirió la construcción de una nueva sinagoga, debido al crecimiento de su congregación, después de muchos debates, la obra fue realizada. El jardín de infancia que pertenecía a su comunidad, fue quemado con una bomba incendiaria, mientras la petición estaba pendiente de aprobación. Poco después, Leivobich habló con el alcalde de Mevaseret Sion, e hizo venir a una delegación de rabinos reformistas procedente de los Estados Unidos. Finalmente, el consejo aprobó la donación de una parcela de terreno para construir allí el templo.
Leibovich también es la editora del Majzor y el Sidur del judaísmo reformista, en los territorios de la Comunidad de Estados Independientes. En verano de 2014, la Rabina Leibovich fue invitada en el Templo Bnai Israel de Petoskey, Míchigan.